# Mieleszyn (gromada w powiecie wieruszowskim)
Mieleszyn – dawna gromada, czyli najmniejsza jednostka podziału terytorialnego Polskiej Rzeczypospolitej Ludowej w latach 1954–1972.
Gromady, z gromadzkimi radami narodowymi (GRN) jako organami władzy najniższego stopnia na wsi, funkcjonowały od reformy reorganizującej administrację wiejską przeprowadzonej jesienią 1954 do momentu ich zniesienia z dniem 1 stycznia 1973, tym samym wypierając organizację gminną w latach 1954–1972.
Gromadę Mieleszyn siedzibą GRN w Mieleszynie utworzono – jako jedną z 8759 gromad na obszarze Polski – w powiecie wieluńskim w woj. łódzkim, na mocy uchwały nr 40/54 WRN w Łodzi z dnia 4 października 1954. W skład jednostki wszedł obszar dotychczasowej gromady Mieleszyn ze zniesionej gminy Bolesławiec oraz obszar dotychczasowej gromady Mieleszynek ze zniesionej gminy Sokolniki w tymże powiecie.
13 listopada 1954 (po pięciu tygodniach) gromada weszła w skład nowo utworzonego powiatu wieruszowskiego w tymże województwie, gdzie ustalono dla niej 11 członków gromadzkiej rady narodowej.
1 lipca 1968 gromadę zniesiono, a jej obszar włączono do gromad: Chobanin (wieś Mieleszynek, osadę młyńską Cieluch oraz osadę młyńską Grobla) i Bolesławiec (wieś Mieleszyn, osadę młyńską Chobot, kolonię Poduchowizna i kolonię Zmyślona) w tymże powiecie.